# Гаджі-Болагі
Гаджі-Болагі (перс. حاجي بلاغي) — село в Ірані, у дегестані Рудшур, у Центральному бахші, шахрестані Зарандіє остану Марказі. За даними перепису 2006 року, його населення становило 0 осіб, що проживали у складі 0 сімей.

## Клімат
Середня річна температура становить 17,84 °C, середня максимальна – 36,88 °C, а середня мінімальна – -3,54 °C. Середня річна кількість опадів – 225 мм.
| Клімат поселення                              | Клімат поселення | Клімат поселення | Клімат поселення | Клімат поселення | Клімат поселення | Клімат поселення | Клімат поселення | Клімат поселення | Клімат поселення | Клімат поселення | Клімат поселення | Клімат поселення | Клімат поселення |
| Показник                                      | Січ.             | Лют.             | Бер.             | Квіт.            | Трав.            | Черв.            | Лип.             | Серп.            | Вер.             | Жовт.            | Лист.            | Груд.            |                  |
| Середній максимум, °C                         | 12,30            | 14,49            | 18,60            | 25,46            | 30,52            | 35,70            | 36,88            | 36,19            | 32,24            | 25,12            | 18,14            | 12,48            |                  |
| Середня температура, °C                       | 4,39             | 6,58             | 10,69            | 17,54            | 22,60            | 27,78            | 30,80            | 30,11            | 26,15            | 19,02            | 12,05            | 6,40             |                  |
| Середній мінімум, °C                          | −3,54            | −1,34            | 2,76             | 9,62             | 14,68            | 19,86            | 24,70            | 24,02            | 20,05            | 12,94            | 5,96             | 0,30             |                  |
| Норма опадів, мм                              | 35               | 33               | 40               | 25               | 18               | 3                | 1                | 1                | 1                | 14               | 22               | 32               |                  |
| Середньомісячна швидкість вітру, м/с          | 1.57             | 2.15             | 2.60             | 3.09             | 2.92             | 2.84             | 2.97             | 2.81             | 2.41             | 2.07             | 1.85             | 1.60             |                  |
| Середньомісячна сонячна радіація, кДж/м²·день | 9484             | 12207            | 14743            | 18294            | 22331            | 26183            | 25692            | 23633            | 20034            | 14951            | 11082            | 8980             |                  |
| --------------------------------------------- | ---------------- | ---------------- | ---------------- | ---------------- | ---------------- | ---------------- | ---------------- | ---------------- | ---------------- | ---------------- | ---------------- | ---------------- | ---------------- |
| Джерело:                                      |                  |                  |                  |                  |                  |                  |                  |                  |                  |                  |                  |                  |                  |